# Neue Seidenstraße

Rot: Gründungsmitglieder
Blau: Länder, die das Abkommen gezeichnet haben (Stand 2019)

Das Netz der „alten“, antiken Seidenstraße (1. Jahrhundert n. Christus, Bezeichnungen lateinisch)

Unter der Bezeichnung Neue Seidenstraße (chinesisch 新絲綢之路 / 新丝绸之路, Pinyin Xīn Sīchóuzhīlù) werden seit 2013 Projekte zum Auf- und Ausbau interkontinentaler Handels- und Infrastruktur-Netze zwischen der Volksrepublik China und über 100 weiteren Ländern weltweit geplant und zur Umsetzung gebracht. Der Name ist in Anlehnung an die historische Seidenstraße gewählt. Die offizielle chinesische Bezeichnung für die Projekte lautet 一帶一路 / 一带一路,  Yīdài Yīlù – „Ein Gürtel, eine Straße“; hiervon ist der englische Begriff Belt and Road Initiative (BRI) abgeleitet.
Eine prominente Rolle bei der Propagierung des Projektes spielt Chinas seit 2013 amtierender Staatspräsident Xi Jinping. Einige westliche Kommentatoren haben das Vorhaben geradezu als Marketing-Idee für Xi Jinping bezeichnet, „das sich als Infrastrukturprojekt tarnt“. Von offizieller chinesischer Seite wird stets betont, dass die Projekte nicht nur chinesischen Interessen dienten, sondern der ganzen Welt. Kritiker der Projekte werfen China vor, dass es ärmere Länder in eine Schuldenfalle führe, was zur Folge habe, dass diese ihre Rohstoffe und Ressourcen an die Großmacht verkaufen und verpachten müssten. Einige Ökonomen haben diese Behauptung kritisiert, da sie nicht durch empirische Studien belegt sei.
Parallel- und Konkurrenzprojekte zur Neuen Seidenstraße sind die EU-Asien-Konnektivitätsstrategie und der Verkehrskorridor Europa-Kaukasus-Asien (TRACECA).

## Überblick

Übersichtskarte mit
China (Rot)
Mitgliedern der AIIB (Orange)
Sechs Landkorridore (Schwarz)
Maritime Seidenstraße (Blau)

Das Projekt knüpft an die alten Handelsrouten an, die China einst mit dem Westen verbanden, Marco Polos Seidenstraße im Norden und die maritimen Expeditionsrouten des Admirals Zheng He im Süden.
Die Belt and Road Initiative bezieht sich nun auf den gesamten geografischen Raum des historischen, bereits in der Antike genutzten internationalen Handelskorridors „Seidenstraße“. Sie umfasst zwei Bereiche:
- die nördlich gelegenen Landwege unter dem Titel Silk Road Economic Belt,
- die südlich gelegenen Seewege mit dem Namen Maritime Silk Road.

Während einige Staaten das Projekt wegen möglicher chinesischer Einflussnahme kritisch betrachten, verweisen andere auf die Schaffung eines neuen globalen Wachstumsmotors durch ein Verbinden und Zusammenrücken von Asien, Europa und Afrika.
Italien

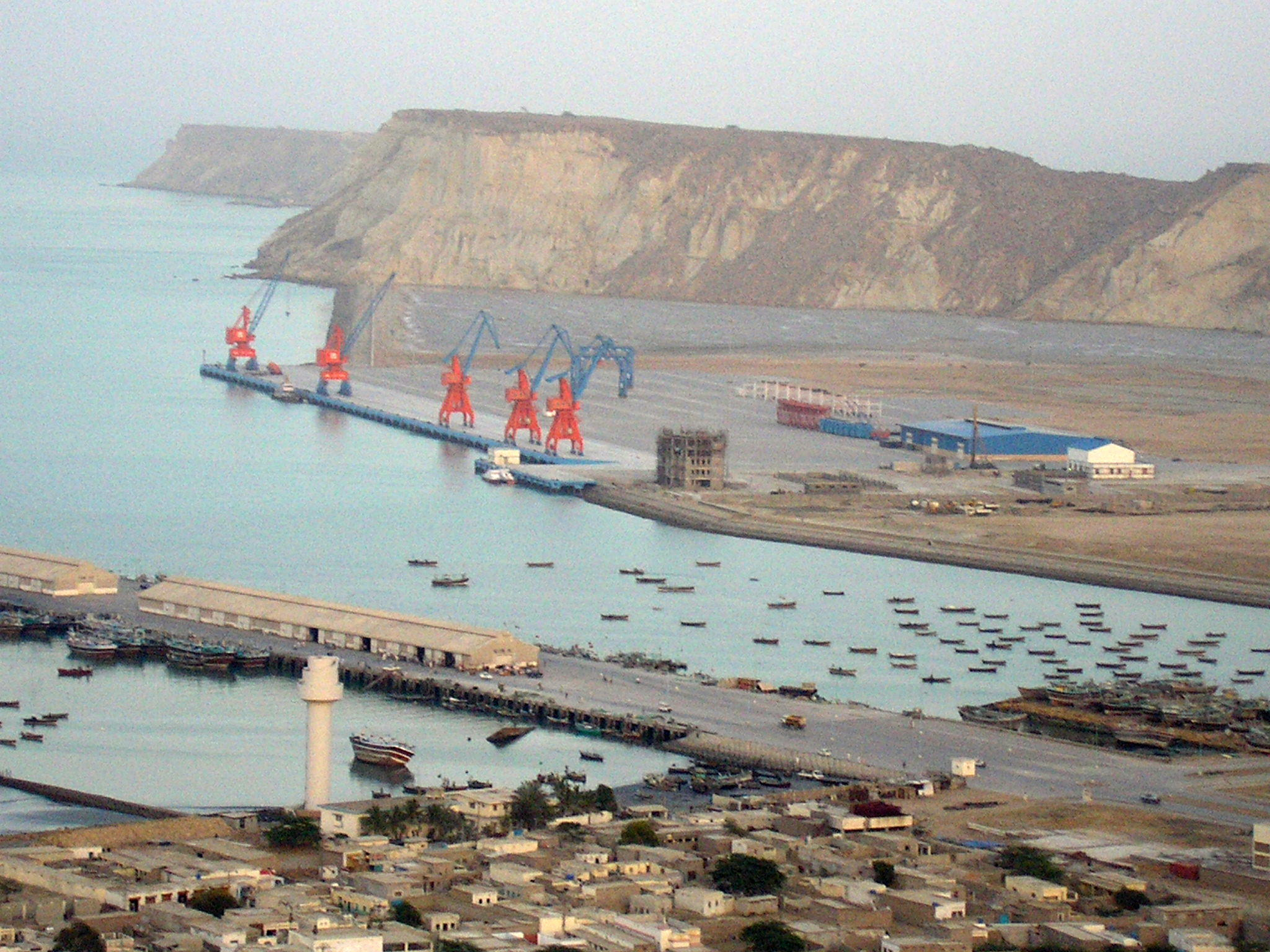
Der Hafen von Gwadar, Pakistan

Im März 2019 wurde Italien als einziges G7-Industrieland Partner zur Entwicklung des Projektes. Italien unterschrieb dabei eine automatische Verlängerungsklausel, weshalb eine Kündigung vor der ersten Verlängerung im Jahr 2024 nach Meinung von Medien wahrscheinlich wurde.
Ende Juli 2023 kam die Meldung: „Die italienische Premierministerin Giorgia Meloni wird bei einem Treffen mit US-Präsidenten Joe Biden […] in Washington ankündigen, dass sich Italien bis Ende dieses Jahres aus einem umstrittenen Investitionspakt […] zurückziehen wird.“ Verteidigungsminister Guido Crosetto erklärte nach Melonis Besuch im Weißen Haus, die Entscheidung der Vorgänger-Regierung sei „improvisiert und perfide“ gewesen. Italien wolle sich bis Ende dieses Jahres aus einem umstrittenen Investitionspakt mit China, der „Seidenstraße“-Initiative, zurückziehen. Die italienische Regierung teilte China dies Anfang Dezember 2023 offiziell mit.
Umfang
Das Gesamtprojekt betrifft nach Schätzungen heute mehr als 60 % der Weltbevölkerung und ca. 35 % der Weltwirtschaft. Der Handel entlang der Seidenstraße könnte bald knapp 40 % des gesamten Welthandels umfassen, wobei ein Großteil auf den Seeweg entfällt. Der Landweg der Seidenstraße scheint auch in Zukunft im Hinblick auf das Transportvolumen ein Nischenprojekt zu bleiben. Bei der maritimen Seidenstraße, schon heute die Route für mehr als die Hälfte aller weltweit bewegten Container, werden Tiefwasserhäfen ausgebaut, logistische Knotenpunkte errichtet und insbesondere neue Verkehrswege ins Hinterland geschaffen. In Verbindung mit dem Seidenstraßen-Projekt versucht China auch, weltweite Forschungstätigkeiten zu vernetzen. Dabei gibt es internationale Partnerschaften der Chinesischen Akademie der Wissenschaften wie z. B. mit der World Academy of Science in Triest.
Die USA wollen der Neuen Seidenstraße und damit der Verlagerung von Wirtschaftsströmen über China nach Europa entgegentreten und planen ein Zertifizierungsprogramm für Infrastrukturprojekte in Asien. Japan und Australien unterstützen das Programm.

## Landwege

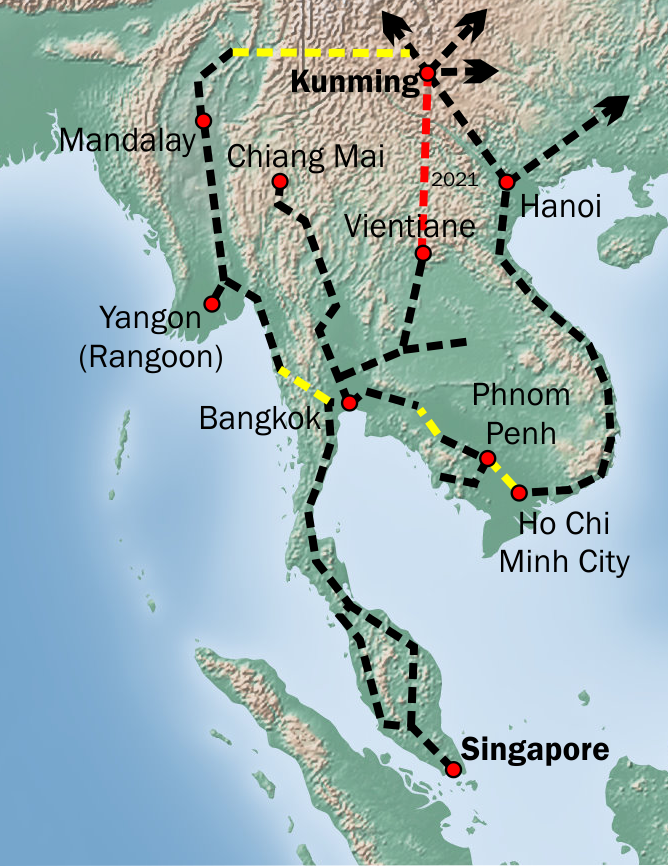
Übersicht über die Eisenbahn-Streckenvarianten
Gelb: Fehlende Abschnitte

Der Silk Road Economic Belt („Seidenstraßen-Wirtschaftsgürtel“, 丝绸之路经济带,  Sīchóuzhīlù Jīngjìdài) erstreckt sich zu Land von verschiedenen Bereichen Chinas aus über Süd-, West- und Zentralasien mit Ländern wie Iran, Türkei, Pakistan und West-Russland nach Mittel- und Westeuropa. Die internationalen ökonomischen Kooperationen lassen sich mit China als Ausgangsland geografisch in sechs Korridore gruppieren:
- Bangladesch – Indien – Myanmar
- Indochinesische Halbinsel
- Mongolei – Russland
- Pakistan
- Zentralasien – Westasien
- Europa

### China – Indochinesische Halbinsel
Verbindet China mit den indochinesischen Ländern Kambodscha, Laos und Vietnam sowie mit Malaysia, Singapur, Thailand und Indonesien.

### China – Pakistan

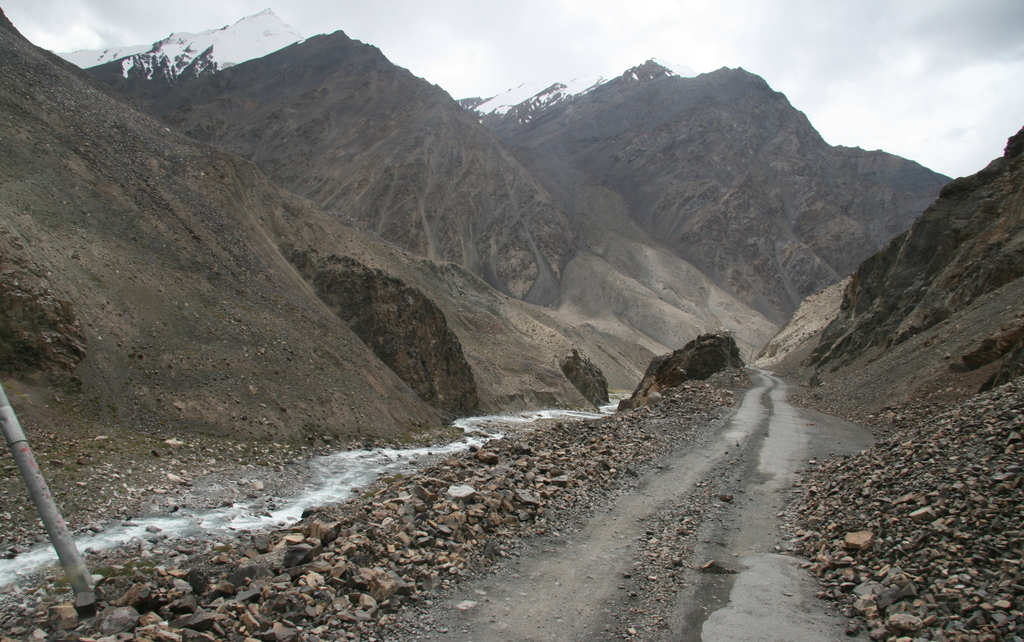
Karakorum Highway über den Kunjirap-Pass zwischen China und Pakistan, 2007

Das 62-Mrd.-US-Dollar-Projekt des China-Pakistan Economic Corridor (CPEC) mit der Querung von Pakistans Landmitte zwischen dem rund 4.700 m hoch gelegenen Kunjirap-Pass und der am Arabischen Meer gelegenen Hafenstadt Gwadar, teils auf dem Karakorum Highway wird als ambitioniertester Teil des Projekts bewertet. In Gwadar entsteht ein Tiefwasserhafen in strategischer Nähe zur Zufahrt zum Persischen Golf.

### China – Zentralasien – Westasien
- 2009 ging die Zentralasien-China-Gasleitung in Betrieb, die Erdgas aus Usbekistan nach China transportiert[26][27][28][29][30] (auch „Turkmenistan-China-Gaspipeline“)
- Nahe der Stadt Korgas in Xinjiang entstehen ein internationaler Flughafen und ein riesiger Güterumschlagplatz
- Seit 2016 verbindet die Bahnstrecke Angren–Pop das Ferghanatal mit dem restlichen Staatsgebiet Usbekistans, zentrales Bauwerk ist der Kamchiq-Tunnel.
- Kurz nach dem Wiederausstieg der USA aus dem Atomabkommen mit dem Iran im Mai 2018 nahm China eine neue über 8.350 km lange Eisenbahnverbindung zwischen dem nordchinesischen Bayan Nur (Innere Mongolei) und der iranischen Hauptstadt Teheran in Betrieb: Der erste Zug lieferte 1.150 Tonnen Sonnenblumenkerne und sollte die Verbindung in 15 Tagen bewältigen, mindestens 20 Tage weniger als die notwendige Spanne zur See.[31][32]

### China – Europa

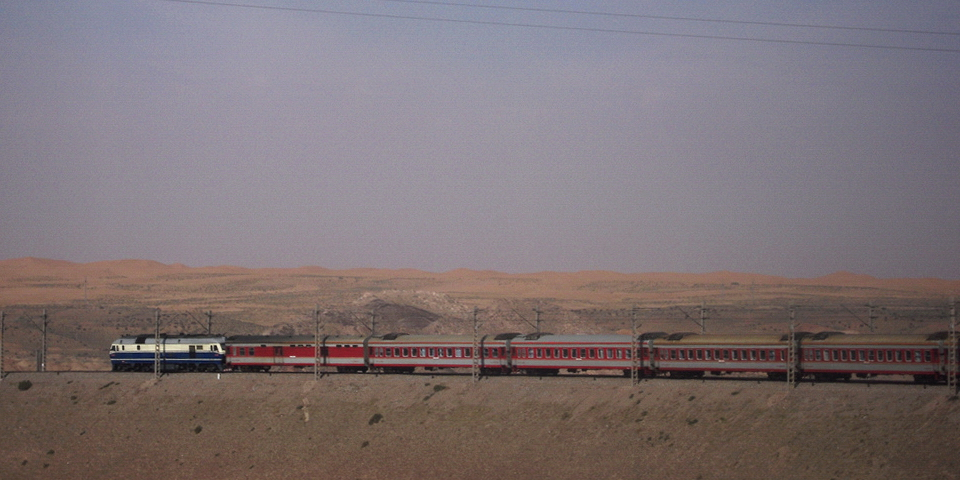
Zug auf der Strecke Lanzhou–Xinjiang, 2008

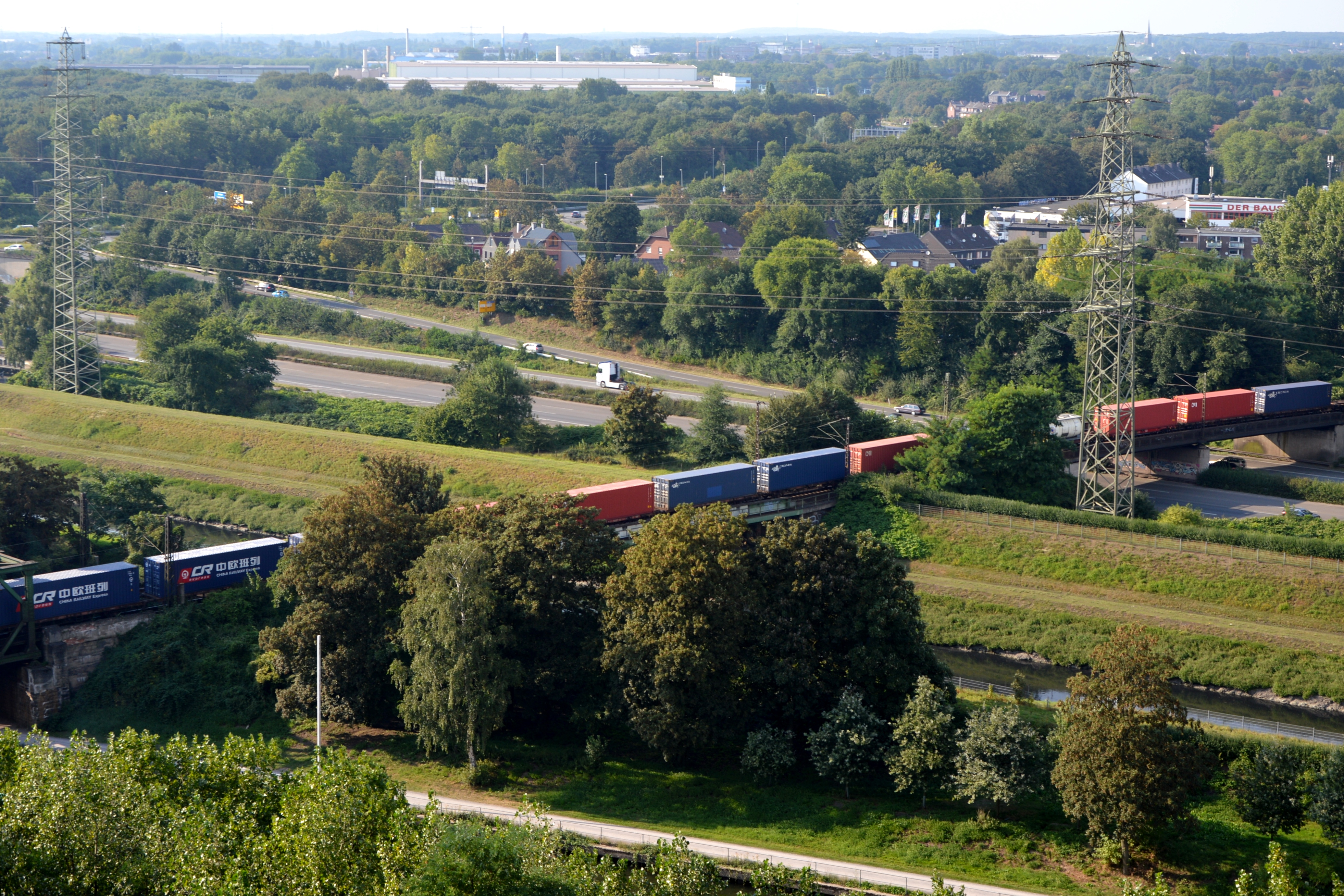
Zug mit Containern der China Railway Express Co. in Deutschland, 2016

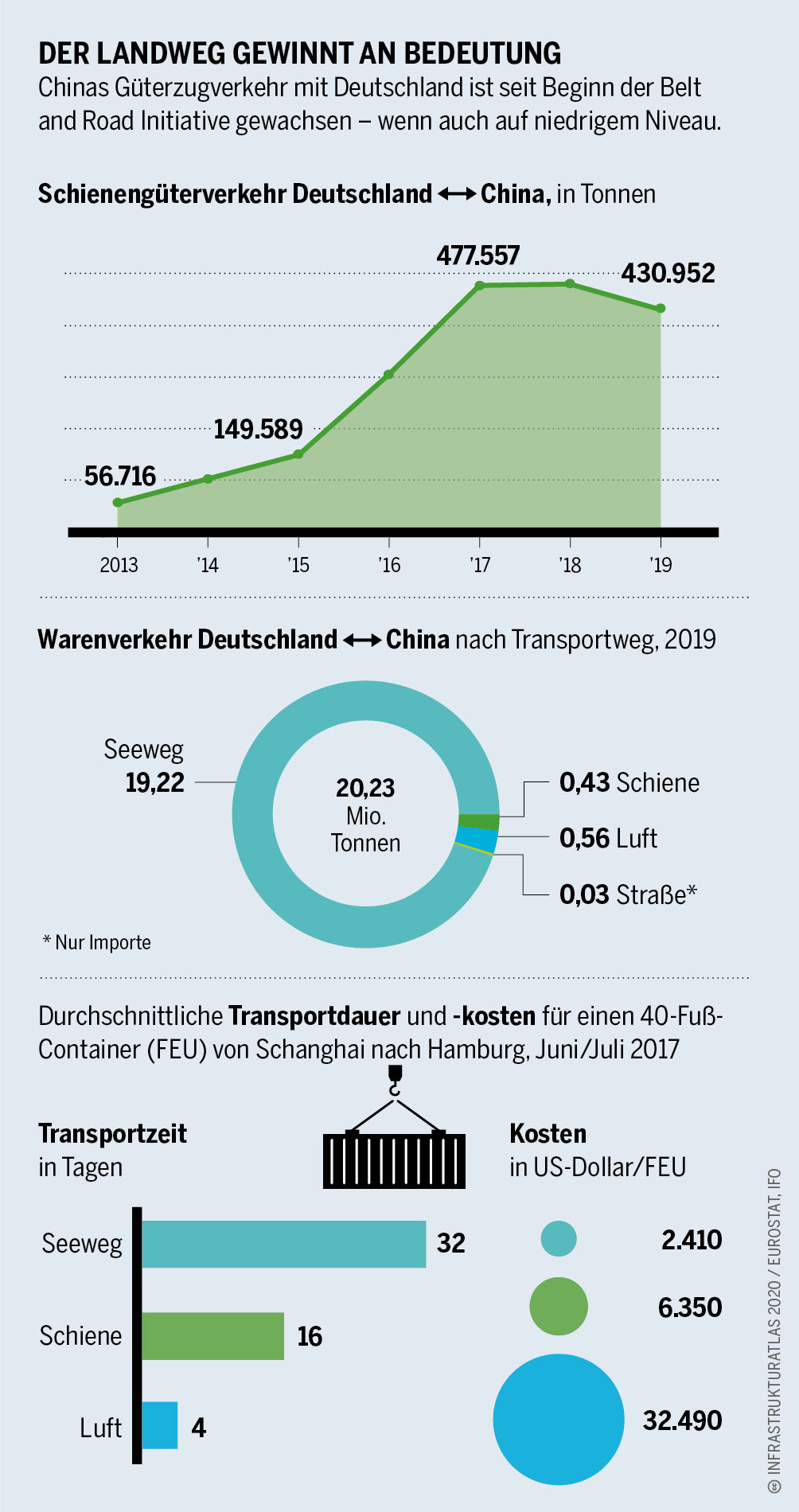
Der Güterverkehr auf der Schiene zwischen Deutschland und China – und der Warenverkehr insgesamt, aufgeschlüsselt nach Volumen, Laufzeit und Kosten. Quelle: Infrastrukturatlas 2020, Urheber: Appenzeller/Hecher/Sack, Lizenz: CC BY 4.0

Eine Route der Neuen eurasischen Kontinentalbrücke führt durch China, Kasachstan, Russland, die Ukraine und die Slowakei bis nach Mitteleuropa. An der chinesisch-kasachischen und der ukrainisch-slowakischen Grenze wird von der Eisenbahn-Normalspur auf Breitspur bzw. zurückgewechselt.
Eine andere Route verbindet Chongqing (via Kasachstan, Russland, Weißrussland / Belarus und Polen) und Duisburg (siehe Trans-Eurasia-Express). In Dostyk oder Altynkol in Kasachstan und an der polnisch-belarussischen Grenze werden die Container wegen der unterschiedlichen Spurweiten der beteiligten Bahnen umgeladen.
Die Zollabfertigung wurde durch die seit Januar 2012 vollständig in Kraft getretene Zollunion Belarus-Kasachstan-Russland vereinfacht.
Besonders Duisburg, am Ende der 11.000 Kilometer langen Route gelegen, ist ein wichtiger multimodaler Logistikknoten. Die Duisburg-Ruhrorter Häfen gelten als der größte Binnenhafen Europas und der Rhein als wichtigste Wasserstraße in Westeuropa. 

#### Geschichte
- Ab 2008 wurde unter dem Namen Trans-Eurasia-Express eine kommerzielle Güterzugverbindung zwischen China und Deutschland angestrebt.
- Seit 2011 bestehende Routen nach Deutschland führen nach Duisburg, Hamburg und Nürnberg.
- Seit 2011 lässt Hewlett-Packard Laptops und Zubehör in fünfzig plombierten 40-Fuß-Containern während der Sommermonate mit wöchentlich ein bis drei Company Trains in drei Wochen von der Produktionsstätte bis nach Duisburg fahren.
- Seit 2012 verkehrt mit dem Yuxinou ein regelmäßiger Güterzug zwischen Chongqing und Duisburg.
- Seit Juni 2013 fahren Züge von DHL.[35]
- 2016 verkehrten insgesamt rund 1700 Güterzüge zwischen China und Europa.
- Ende April 2018 traf der erste direkte Güterzug zwischen China (Chengdu) und Österreich nach der Fahrt von über 9.800 km und 14 Tagen (und damit ca. vier Wochen schneller als über den Seeweg) mit 44 Containern u. a. mit Elektronik-Bauteilen, LED-Lampen und Schlafsäcken in Wien ein.[36]
- Mitte 2018 kamen in Duisburg pro Woche bis zu 35 Güterzüge mit 12 Tagen Fahrtdauer an.[37]
- Im Juni 2019 erklärt die DB Cargo ihre Transportkapazität auf der transkontinentalen Verbindung in den Fernen Osten bis zum Jahr 2020 um 20 Prozent erhöhen zu wollen. Damit sollen im Jahr 2020 ungefähr 100.000 Standard-Container («TEU») auf der stählernen Seidenstraße befördert werden.[38]
- Im Juni 2019 wurde eine Absichtserklärung zwischen Rostock Port, Hafen Verona (Consorzio ZAI Interporto Quadrante Europa) und UTLC ERA (United Transport and Logistic Company – Eurasian Rail Alliance, verantwortet den kompletten Tür-zu-Tür-Transportservice auf der Breitspurbahn 1520 mm) über die Entwicklung der multimodalen Eisenbahntransporte. Die Containertransporte werden vom Logistikzentrum im italienischen Verona nach Rostock geleitet, wo sie auf dem kurzen Seeweg nach Baltijsk gelangen. Von dort folgen die Gütertransporte auf der Breitspurbahn über Russland und Kasachstan nach China.[39]
- Am 11. November 2019 erreichte ein erster intermodaler Container-Transport den Hafen von Baltijsk (Pillau), Exklave Kaliningrad, Russland. Die Container wurden von der chinesischen Grenze bis Baltijsk auf 1520-mm-Spur befördert, im Hafen von Baltijsk auf ein Container-Schiff umgeladen und zum Fährhafen Sassnitz, Deutschland gefahren, dort auf Containertragwagen der 1435-mm-Spur umgeladen und zu ihrem Zielbahnhof, dem Hauptgüterbahnhof Mannheim, transportiert.[40]
- 2020 fuhren rund 12.000 Züge über die neue Seidenstraße, wenn man die Teilstrecken mitzählt.[41] Dazu gehörten wöchentlich 232 vermarktete Verbindungen zwischen dem Hamburger Hafen und 20 Destinationen in der Volksrepublik (Changchun, Changsha, Chengdu, Chongqing, Dalian, Ganzhou, Harbin, Hefei, Jinan, Shenyang, Shenzhen, Shilong, Suzhou, Weihai, Wuhan, Xiamen, Xi’an, Yantai, Yiwu und Zhengzhou). Im Jahr 2020 wurden rund 107.000 TEU auf der Schiene auf dieser Relation transportiert.[42] Zwischen Duisburg und China verkehrten bis zu 60 Güterzüge pro Woche.[41]

Die Zahl der Containerzüge, die von der China Railway Express Co. zwischen China und Europa gefahren wurden, entwickelte sich wie folgt:
| Jahr          | Insgesamt | China–Europa | Europa–China | In % | Anmerkung                                       |
| ------------- | --------- | ------------ | ------------ | ---- | ----------------------------------------------- |
| 2011          | 0017      | 0017         | 0000         | 0    |                                                 |
| 2012          | 0042      | 0042         | 0000         | 0    |                                                 |
| 2013          | 0080      | 0080         | 0000         | 0    |                                                 |
| 2014          | 0308      | 0280         | 0028         | 10   |                                                 |
| 2015          | 0815      | 0550         | 0265         | 48   |                                                 |
| 2016          | 1702      | 1130         | 0572         | 51   |                                                 |
| 2017          | 3673      | 2399         | 1274         | 53   |                                                 |
| 2020          | 12.400    |              |              |      |                                                 |
| 2022 (1. Hj.) | 7.473     |              |              |      | 4.000 Züge starteten vom Logistikzentrum Xi’an. |

Nahezu alle Routen der Neuen Seidenstraße führen auch durch Russland. Die nach dem russischen Angriff auf die Ukraine ausgesprochenen Sanktionen gegen Russland beeinträchtigten den Eisenbahngüterverkehr zwischen China und Europa anfangs nicht wesentlich. Allerdings sank das Transportvolumen erheblich, verursacht durch eine Abkehr der Logistiker von dieser Route, die nun auch wieder auf den Seeweg auswichen. Ende 2023 war die Beeinträchtigung derart stark, dass als Verkehrstage für die entsprechenden Züge nahezu ausschließlich noch „verkehrt nur bei Bedarf“ (“on request”) angegeben wurde.
Eine Alternative auf dem Landweg ist die Verbindung von China über Kasachstan, Aserbaidschan, Georgien und die Türkei oder Rumänien. Dies schließt ein Trajekt über das Kaspische Meer und im Fall der Verbindung Georgien–Rumänien ein zweites Trajekt über das Schwarze Meer ein. Ein erster Container-Zug über diese Verbindung startete am 10. Mai 2022 von Chongqing aus. Die „Mittlere Route“ gewinnt an Bedeutung, da Logistiker und ihre Kunden die nördliche Route über die Transsibirische Eisenbahn zunehmend meiden.
Zwischen Kasachstan und dem Iran wurde ein Memorandum of Understanding unterzeichnet, das darauf zielt, Güterzüge zwischen China und Europa durch diese Länder („Südliche Route“) in die Türkei und weiter zu führen.

#### Ergänzende Infrastruktur
Die Regierungen der Volksrepublik China, Kirgistans und Usbekistans haben Ende 2024 den Startschuss für den Bau einer 523 km lange Bahnstrecke bekannt gegeben. Diese soll nach einer Bauzeit von sechs Jahren von der chinesischen Stadt Kaschgar in der Region Xingjiang über den Grenzübergang Torugart in die kirgisische Stadt Dschalal-Abad führen und damit die bestehende Bahnlinie nach Andischan in Usbekistan anbinden. Dies stellt eine Verkürzung von 900 km gegenüber der bisherigen Verbindung nach Usbekistan dar.> Die Kosten werden auf 7,7 Mrd. Euro geschätzt, da die Strecke im Gebirge durch Gebiete mit Permafrostboden verläuft und eine Vielzahl von Brücken und Tunneln geplant ist.

## Seewege

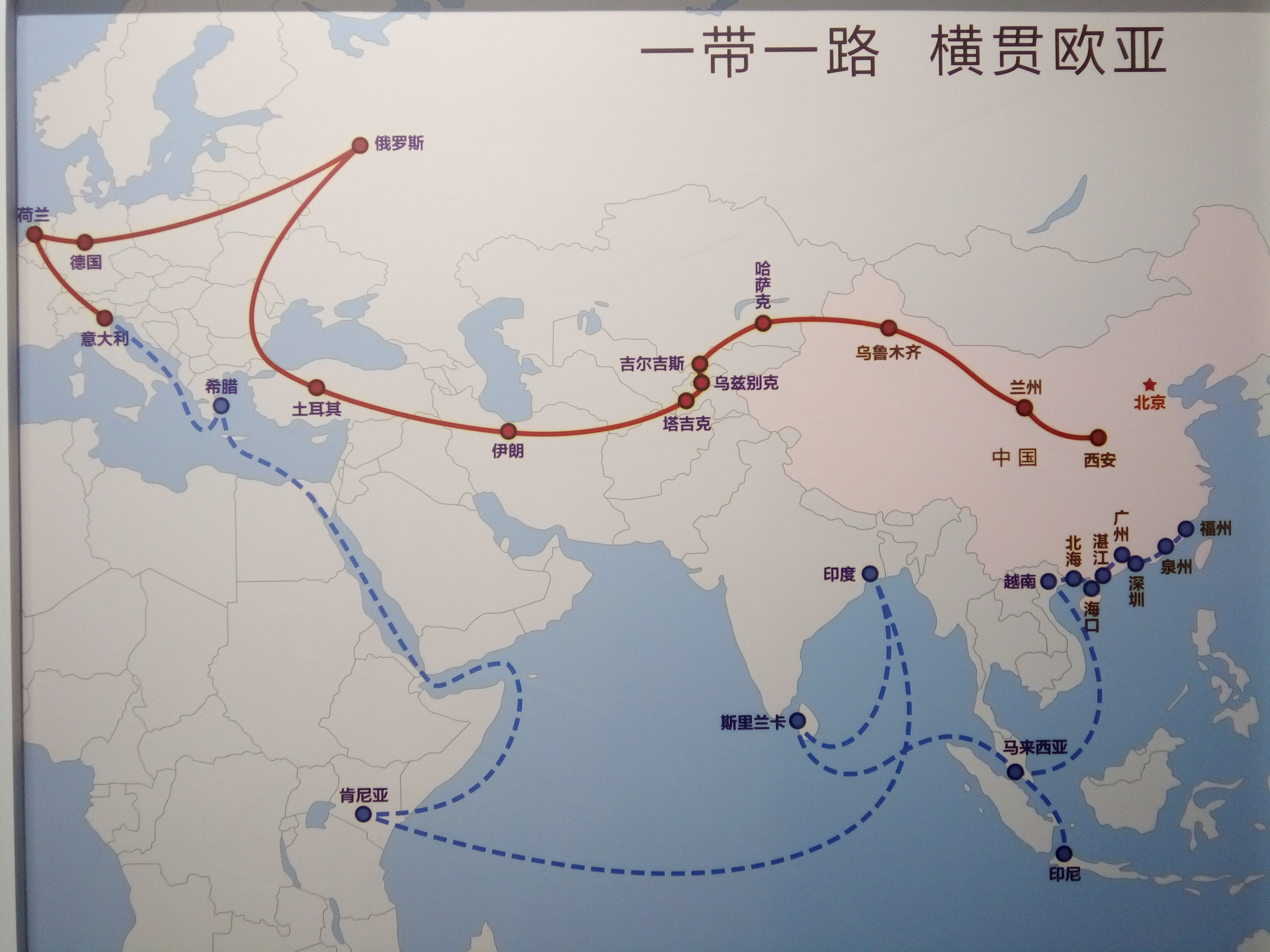
Plan in der Ausstellungshalle von Shenzhen:
In Venedig endet der Seekorridor, in Rotterdam bzw. London, Lyon oder Madrid einer der Landkorridore.

Südlich von China erstreckt sich der größte Teil der Maritime Silk Road (海上丝绸之路,  Hǎishàng Sīchóuzhīlù, auch „21st Century Maritime Silk Road ‚Maritime Seidenstraße bzw. Seidenstraße zur See‘“), die den Silk Road Economic Belt auf den Seehandel ausdehnen soll. Als maritime Seidenstraße werden ebenso die seit der Antike bekannten Seerouten des Indienhandels bezeichnet. Schon heute bewegt sich mehr als die Hälfte des Welt-Container-Aufkommens über diese lange Route, welche entsprechend der chinesischen Initiative über Anknüpfungen an Tiefwasserhäfen logistisch und technisch ausgebaut wird.
Es sind umfangreiche Infrastrukturmaßnahmen geplant bzw. in Arbeit, die China und ganz Südostasien auf dem Seeweg mit dem Mittleren Osten, Ostafrika und Europa verbinden sollen.

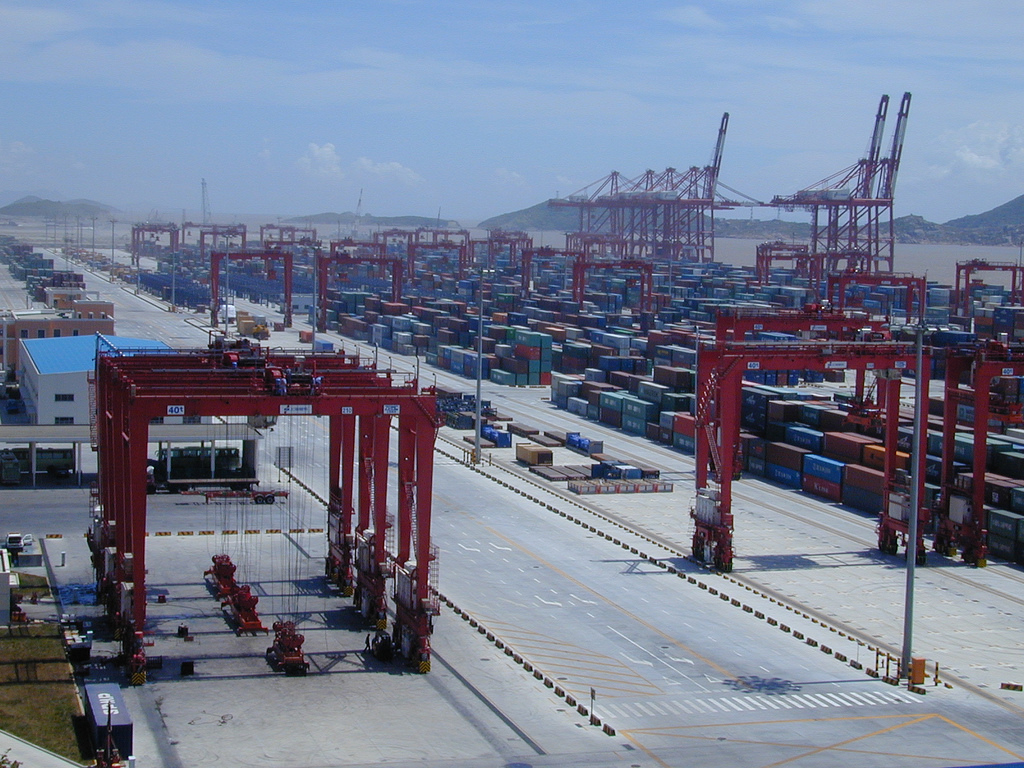
Der Tiefwasserhafen Yangshan von Shanghai, China

Die maritime Seidenstraße verläuft mit ihren Anknüpfungen von der chinesischen Küste nach Süden über Hanoi weiter nach Jakarta, Singapur und Kuala Lumpur durch die Straße von Malakka über das srilankesische Colombo gegenüber der Südspitze Indiens über Malé, die Hauptstadt der Malediven, zum kenianischen Mombasa, von da aus nach Dschibuti, dann durch das Rote Meer über den Suezkanal ins Mittelmeer, dort über Haifa, Istanbul und Athen bis in den oberadriatischen Raum zum norditalienischen Knotenpunkt Triest mit seinem internationalen Freihafen sowie seinen Bahnverbindungen nach Zentraleuropa und zur Nordsee.
An der maritimen Seidenstraße lagen 2017 die bedeutendsten und größten Containerhäfen weltweit, wie die von Shanghai (40 Mio. TEU), Singapur (33 Mio. TEU), Shenzhen (25 Mio. TEU), Ningbo-Zhoushan (24 Mio. TEU), Busan (Korea, 21 Mio. TEU), Hongkong (20 Mio. TEU), Guangzhou (20 Mio. TEU), Qingdao (18 Mio. TEU), Dubai (15 Mio. TEU), Tianjin (15 Mio. TEU), Port Klang (Malaysia, 12 Mio. TEU), Xiamen (10 Mio. TEU), Kaohsiung (Taiwan, 10 Mio. TEU), Dalian (9 Mio. TEU), Tanjung Pelepas (Malaysia, 8 Mio. TEU) und Laem Chabang (Thailand, 7 Mio. TEU). Zum Vergleich: Rotterdam (13 Mio. TEU) und Hamburg (9 Mio. TEU).
Nach Schätzungen im Jahr 2019 bleibt der Landweg der Seidenstraße ein Nischenprojekt, und der Großteil des Seidenstraßenhandels wird weiter über den Seeweg abgewickelt. Die Gründe liegen in erster Linie an den Kosten für den Containertransport. Die maritime Seidenstraße gilt auch für den Handel als besonders attraktiv, weil im Gegensatz zur durch das dünn besiedelte Zentralasien führenden landgebundenen Seidenstraße einerseits weit mehr Staaten auf dem Weg nach Europa liegen und andererseits deren Märkte, Entwicklungsmöglichkeiten und Bevölkerungszahlen weit größer sind. Insbesondere gibt es viele landgestützte Anknüpfungen wie zum Beispiel den (vorgeschlagenen; Stand: 2013) Bangladesch-China-India-Myanmar-Korridor (BCIM). Durch die Attraktivität dieser nun geförderten Seeroute und der diesbezüglichen Investitionen gibt es in den letzten Jahren (Stand: 2018) große Verschiebungen in den Logistikketten des Schifffahrtssektors. Das betrifft auch die Bildung und Weiterentwicklung länderübergreifender Logistik- und Handelsknotenpunkte beziehungsweise Partnerschaften wie in oder zwischen Singapur, Shenzhen, Kuala Lumpur oder Triest.
Das Projekt ist nach Klaus Schweinsberg aber nicht nur eine Investition in Infrastruktur, vielmehr würden chinesische Standards verbreitet, Kontakte geknüpft und die Verbreitung chinesischer Technologie vorangetrieben (z. B. Elektromobilität, industrielles Internet, künstliche Intelligenz und Quanten-Computer).

### Afrika

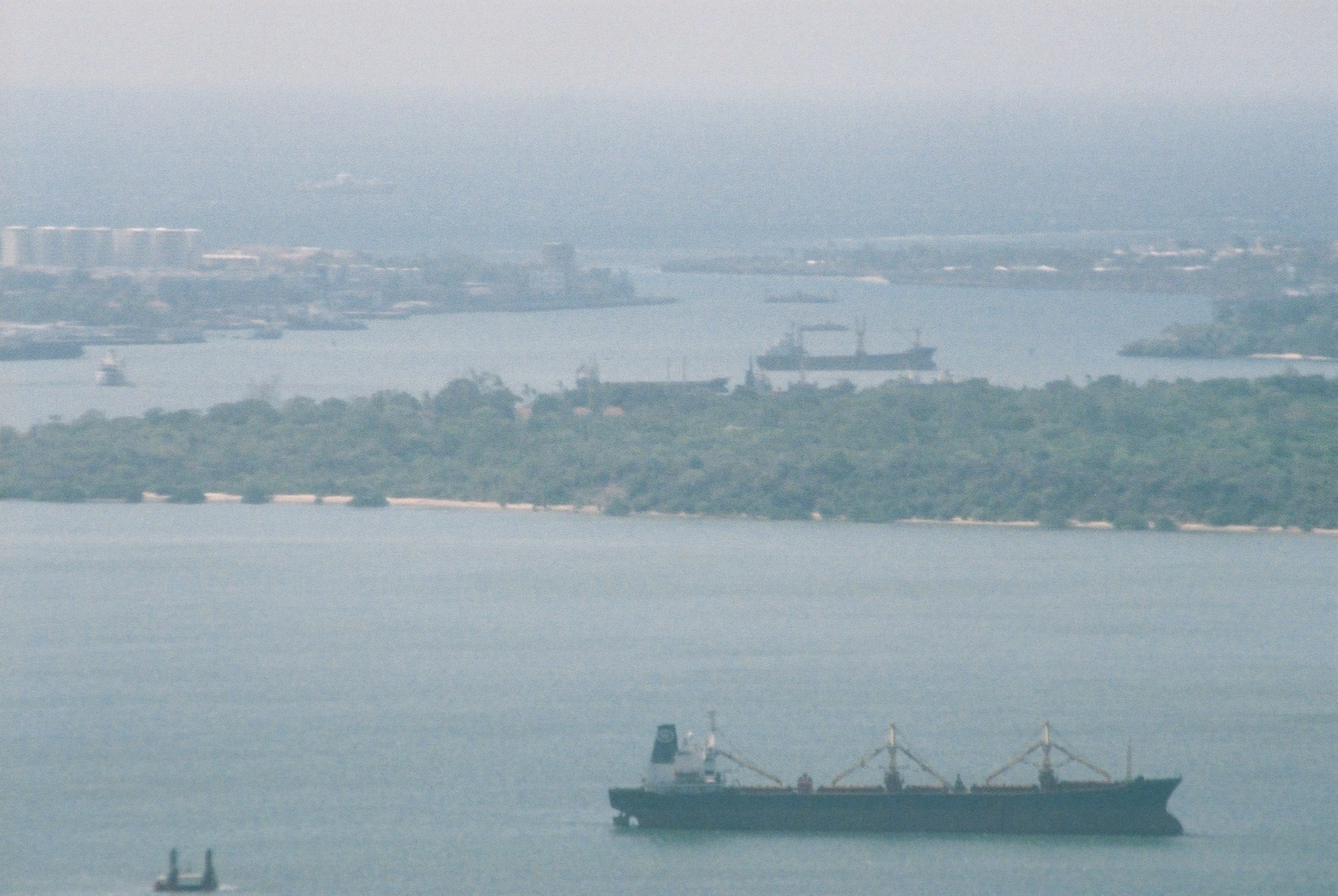
Hafen von Mombasa, 2009

Aus chinesischer Sicht ist Afrika wichtig als Markt, Rohstofflieferant und Plattform für den Ausbau der neuen Seidenstraße – die Küsten Afrikas sollen eingebunden werden.
In Kenias Hafen Mombasa hat China eine Schienen- und Straßenverbindung ins Binnenland und zur Hauptstadt Nairobi gebaut. Nordöstlich von Mombasa wird ein großer Hafen mit 32 Liegeplätzen samt angrenzendem Industrieareal einschließlich Infrastruktur mit neuen Verkehrskorridoren bis in den Südsudan und nach Äthiopien errichtet. Im tansanischen Bagamoyo wird ein moderner Tiefwasserhafen, eine Satellitenstadt, ein Flugplatz und ein Industriegebiet gebaut. Weiter Richtung Mittelmeer entsteht nahe der ägyptischen Küstenstadt Ain Suchna als chinesisch-ägyptisches Gemeinschaftsvorhaben die Sonderwirtschaftszone Teda Egypt.
China beteiligt sich im Rahmen seiner Seidenstraßen-Strategie in weiten Gebieten Afrikas am Bau und Betrieb von Zugstrecken, Straßen, Flughäfen und Industrie. In mehreren Staaten wie Sambia, Äthiopien und Ghana wurden mit chinesischer Hilfe Staudämme errichtet. In Nairobi finanziert China den Bau des höchsten Gebäudes Afrikas, die Pinnacle Towers. Mit den im September 2018 angekündigten chinesischen Investitionen für Afrika von 60 Milliarden Dollar werden nun einerseits Absatzmärkte geschaffen beziehungsweise die lokale Wirtschaft gefördert und andererseits afrikanische Rohstoffe für China verfügbar gemacht.

### Israel

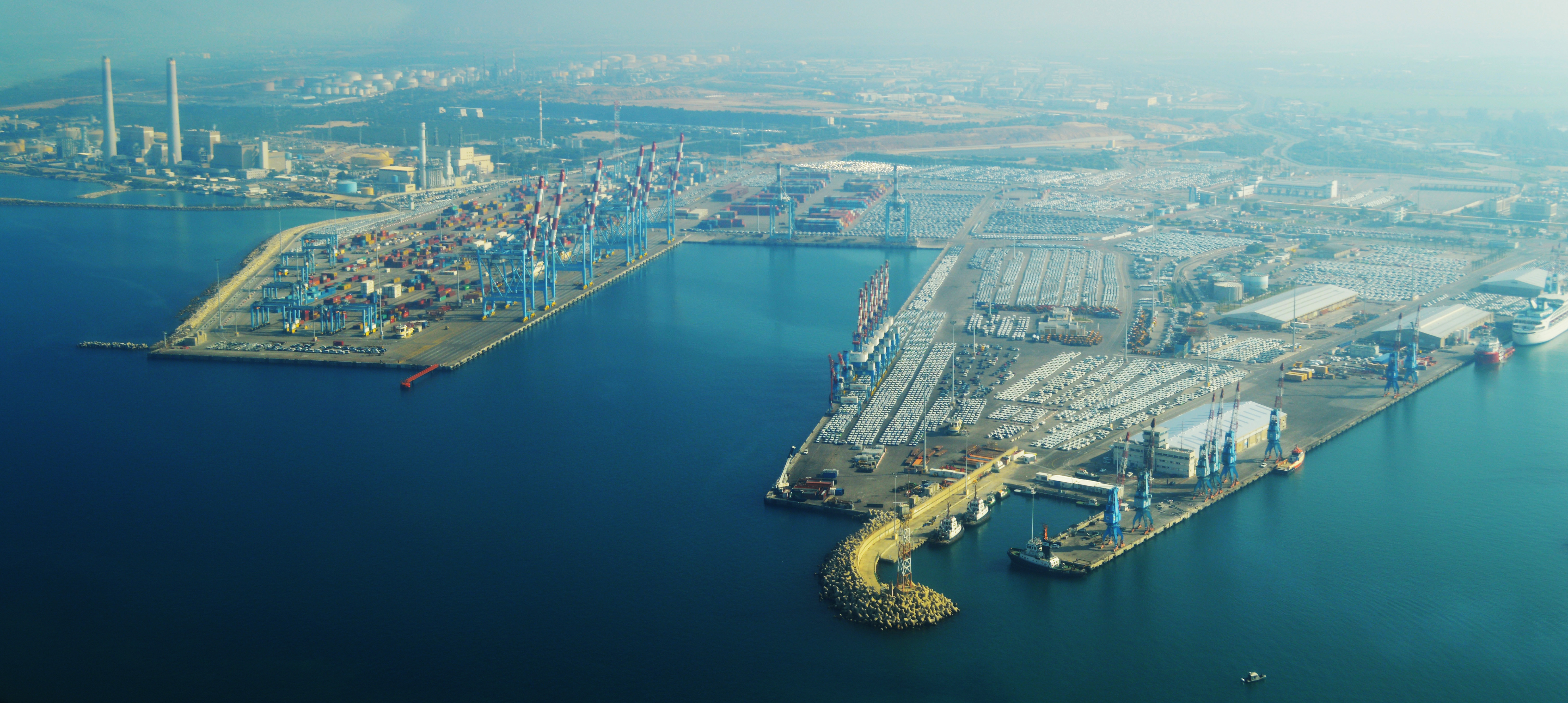
Der Hafen von Aschdod, 2012

In Israel wird unter chinesischer Beteiligung an der Bahnstrecke zwischen Eilat am Roten Meer und dem Hafen Aschdod bzw. Tel Aviv am Mittelmeer geplant und gebaut. Die Bahnstrecke gilt als alternative Handelsroute zwischen Asien und Europa, die den Suezkanal umgeht. So könnten Lieferungen, die in Eilat ankommen, per Bahn in die israelischen Mittelmeerhäfen transportiert werden und von dort mit Schiffen nach Europa gelangen. Die Strecke trägt den Namen „Red‐Med‐Linie“, da sie das Rote Meer mit dem Mittelmeer verbindet, und soll über zwei Schienensysteme verfügen, eines für den Personenverkehr, eines für Güterverkehr. Seit 2018 baut außerdem die Shanghai International Port Group einen neuen Containerhafen in der israelischen Hafenstadt Haifa.

### Europa
Einer der chinesischen Brückenköpfe in Europa ist der Hafen von Piräus. Insgesamt sollen chinesische Unternehmen dort bis ins Jahr 2026 die Summe von 350 Millionen Euro direkt in die Hafenanlagen investieren und weitere 200 Millionen Euro in angegliederte Projekte wie zum Beispiel Hotels. In Europa will China weiter in Portugal mit seinem Tiefwasserhafen in Sines, aber insbesondere in Italien und da beim adriatischen Logistikknoten um Triest investieren. Venedig, der historisch bedeutende europäische Endpunkt der maritimen Seidenstraße, hat heute infolge der geringen Tiefe beziehungsweise Verschlammung seines Hafens zunehmend weniger handelswirtschaftliche Bedeutung.

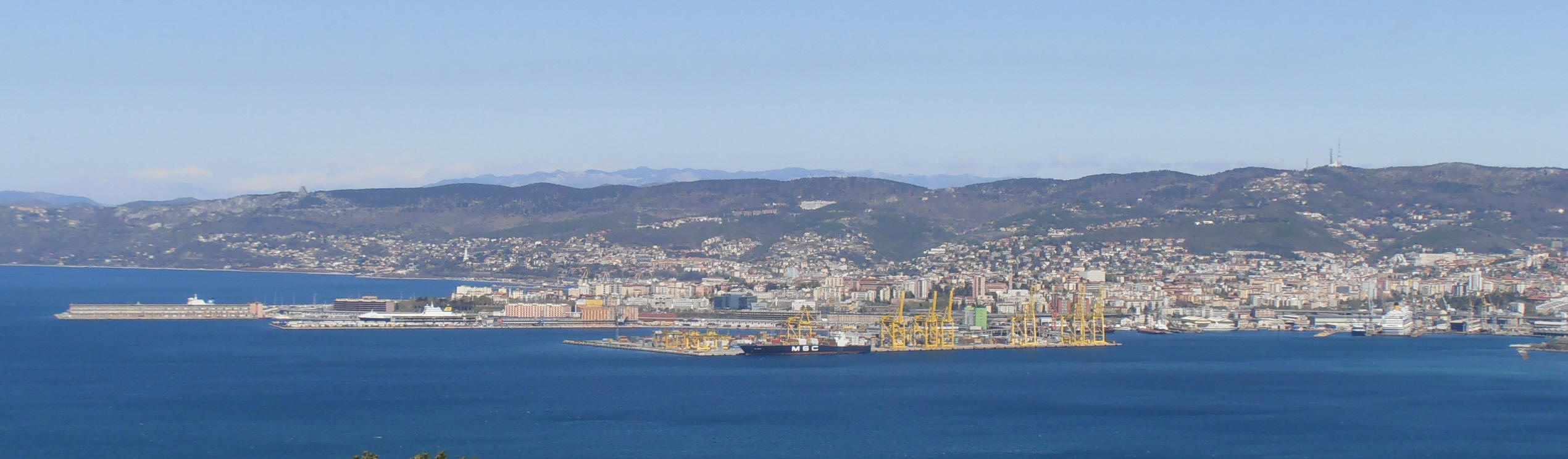
Der neue Hafen von Triest

Das internationale Freihafengebiet von Triest sieht insbesondere spezielle Areale zur Lagerung, Be- und Verarbeitung sowie Transitzonen für Waren vor. Gleichzeitig investieren Logistik- und Schifffahrtsunternehmen in ihre Technik und Standorte, um an der laufenden Entwicklung zu profitieren. Das betrifft auch die für die Seidenstraße wichtigen Logistikverbindungen zwischen der Türkei zum Freihafen Triest und von dort per Bahn nach Rotterdam und Zeebrugge. Dazu gibt es auch direkte Kooperationen, wie zum Beispiel zwischen Triest, Bettembourg und der chinesischen Provinz Sichuan. Während direkte Zugverbindungen von China nach Europa wie von Chengdu nach Wien über den Landweg teilweise stagnieren oder aufgelassen wurden, gibt es (Stand 2019) zur maritimen Seidenstraße neue wöchentliche Eisenbahn-Umläufe zwischen Wolfurt und Triest beziehungsweise zwischen Triest, Wien und Linz.
Dazu gibt es auch umfangreiche innereuropäische Infrastrukturprojekte, um die Handelsströme an die derzeitigen Bedürfnisse anzupassen. Konkrete Projekte (sowie deren Finanzierung), die die Verbindung der Mittelmeer-Häfen mit dem europäischen Hinterland sicherstellen sollen, werden unter anderem an den 2012 ins Leben gerufenen, jährlichen China-Mittel-Ost-Europa-Gipfeln beschlossen. Das betrifft zum Beispiel den Ausbau der Bahnlinie Belgrad-Budapest bzw. Verbindungen auf der Adria-Baltikum- und Adria-Nordsee-Achse. Durch viele Verknüpfungen werden auch Polen, das Baltikum, Nordeuropa und Mitteleuropa an die maritime Seidenstraße angebunden und damit über die Adriahäfen und Piräus nach Ostafrika, Indien und China logistisch vernetzt. Insgesamt werden dadurch die Schiffsverbindungen für Containertransporte zwischen Asien und Europa neu geordnet. Dabei verkürzt, im Gegensatz zum längeren Ostasienverkehr über Nordwesteuropa, der südlich gelegene Seeweg durch den Suezkanal Richtung Brückenkopf Triest den Warentransport um mindestens vier Tage.
Nach einer Studie der Universität Antwerpen werden durch die maritime Route über Triest die Transportkosten dramatisch gesenkt. Am Beispiel München zeigt sich, dass der Transport dorthin aus Shanghai über Triest 33 Tage dauert, während die Nordroute 43 Tage beträgt. Von Hongkong reduziert die Südroute den Transport nach München von 37 auf 28 Tage. Der kürzere Transport bedeutet somit einerseits eine bessere Nutzung der Linienschiffe für die Reedereien und andererseits erhebliche ökologische Vorteile, auch im Hinblick auf die geringeren CO2-Emissionen, denn die Schifffahrt belastet das Klima stark. Daher ergeben sich im Mittelmeerraum, wo die Wirtschaftszone der Blauen Banane mit funktionierenden Eisenbahnanschlüssen und Tiefwasserhäfen zusammentrifft, erhebliche Wachstumszonen. So erkennt auch Henning Vöpel, Direktor des Hamburgischen Weltwirtschaftsinstituts, dass die Nordrange (d. h. der Transport über die Nordseehäfen nach Europa) nicht unbedingt jene ist, die mittelfristig die dominante Bedeutung behalten wird.
Ab 2032 wird zusätzlich der Brennerbasistunnel die obere Adria mit dem süddeutschen Raum verknüpfen. Der Hafen von Triest, neben Gioia Tauro der einzige Tiefwasserhafen im zentralen Mittelmeer für Containerschiffe der siebten Generation, ist demnach besonderes Ziel chinesischer Investitionen. So hat im März 2019 die China Communications Construction Company (CCCC) Vereinbarungen zur Förderung der Häfen von Triest und Genua unterschrieben. Dementsprechend wird in Triest einerseits die jährliche Abfertigungskapazität des Hafens von 10.000 auf 25.000 Züge erhöht (Trihub-Projekt) und andererseits eine wechselseitige Plattform zur Förderung und Abwicklung des Handels zwischen Europa und China geschaffen. Dabei geht es auch um Logistikförderung zwischen dem nordadriatischen Hafen und Shanghai bzw. Guangdong. Das beinhaltet auch eine staatliche ungarische Investition in der Höhe von 60 bis 100 Millionen Euro für ein 32 Hektar großes Logistikzentrum bzw. eine Förderung der Europäischen Union im Jahr 2020 in der Höhe von 45 Mio. Euro für die Entwicklung des Eisenbahnwesens in der Hafenstadt. Im September 2020 hat zusätzlich der Hamburger Hafenlogistikkonzern HHLA in die Logistikplattform des Hafens von Triest (PLT) investiert. Mit der Übernahme von 50,1 % der Anteile eines 28 Hektar großen Tiefwasser-Terminals durch den norddeutschen Konzern wird dieser direkter an die Seidenstraße angeknüpft.

## Finanzierung

Asiatische Infrastrukturinvestmentbank
(April 2015):
Unterzeichnende des Gründungsmemorandums
Als Gründungsmitglied (PFM) anerkannt
Bewirbt sich als Gründungsmitglied
Erwägt Bewerbung
Keine Bewerbung
Unentschieden

Die Finanzierung erfolgt über den „Seidenstraßen-Fonds“ und seit 2016 über die Asiatische Infrastrukturinvestmentbank (AIIB), eine ebenso wie die gleichfalls beteiligte New Development Bank der BRICS-Staaten auf chinesische Initiative neu gegründete Entwicklungsbank. Die drei Institutionen wurden mit Mitteln zwischen jeweils 40 bis 100 Mrd. US-Dollar ausgestattet. Insgesamt wurde geschätzt, dass 1,1 Billionen US-Dollar für die OBOR-Initiative benötigt werden.
China stellt zwar keine politischen Bedingungen, knüpft jedoch Kreditzusagen oftmals an die Bedingung, dass bei den Bauprojekten chinesische Firmen den Vorrang erhalten, somit kommen einheimische Unternehmen nur beschränkt zum Zuge. China ist seit 2014 bestrebt, die Kreditvereinbarungen mit den Entwicklungsländern geheim zu halten. Mit den Investitionen steigt der Einfluss der Volksrepublik im Ausland. Das gilt besonders für die ärmeren Staaten Asiens, Afrikas und Osteuropas, wohin die Investitionen gehen. China kann auf diesem Weg seine Unternehmen und Produkte auf dem Weltmarkt etablieren und als Kredit- und Geldgeber seine Geschäftsbedingungen mit oft sehr hohen Zinsen diktieren sowie chinesische Schulden die zehn Prozent oder mehr ihres Bruttoinlandsproduktes ausmachen. Um dies zu erreichen, ist China bestrebt, dass die Projekte über bilaterale Abkommen geregelt werden und dass die Ausschreibungen Beschränkungen unterliegen; bei Ländern der Europäischen Union (EU) steht dies in Konflikt mit der Vorgabe zu EU-weiten öffentlichen Ausschreibungen, bei denen nicht sicher ist, dass chinesische Firmen den Zuschlag erhalten.
Grundsätzlich besteht im Rahmen dieser geopolitischen Neuordnung der Handelsrouten zwischen China und Europa mit den verschiedenen Interessen beteiligter Länder in Asien und Afrika samt den weltweiten US-Strategien die Gefahr, dass die von Peking unterstützen Länder durch die chinesischen Kredite und Investitionen in eine Schuldenfalle beziehungsweise in chinesische Abhängigkeit gelangen. Nach Schätzungen wurden bis ins Jahr 2019 für das Projekt Neue Seidenstraße weltweit Kredite in Höhe von mehr als 200 Milliarden Dollar vergeben, wobei sich diese Summe in den kommenden zehn Jahren verfünffachen könnte.
Eine 2019 veröffentlichte Studie von Wissenschaftlern der Universität Duisburg-Essen im Auftrag der Bertelsmann Stiftung relativierte jedoch die Angst vor dem wachsenden chinesischen Einfluss. Sie sah den Westen bei den Investitionen in Länder der neuen Seidenstraße gleichauf mit China. Mitunter habe der Westen sogar größeren Einfluss als China. Für die Untersuchung wurden westliche und chinesische Finanzströme in 25 Schwellenländern Zentralasiens und Afrikas verglichen.

## Ziele
Ziele des Projekts sind für China in erster Linie:
- Die Stabilisierung der Grenzen zu den mittelasiatischen Staaten
- Die Entwicklung des westlichen Landesteils, insbesondere des autonomen Gebiets Xinjiang
- Eine Reaktion auf die amerikanischen Initiativen Pivot to Asia und New Silk Road Initiative von 2011 zu zeigen sowie eine Alternative zu der ursprünglich von den USA vorgeschlagenen Trans-Pazifischen Partnerschaft (TPP) zu bieten bzw. zu haben. 2017 waren die USA unter Donald Trump allerdings aus der TPP ausgestiegen.
- Gewinnung von Rohstoffen in den verschiedenen Staaten Afrikas
- Im Juli 2019 gab Chinas Verteidigungsminister Wei Fenghe bekannt, dass die „One Belt, One Road“-Initiative um Militärkooperationen ergänzt werden soll.[113]

## Entwicklung

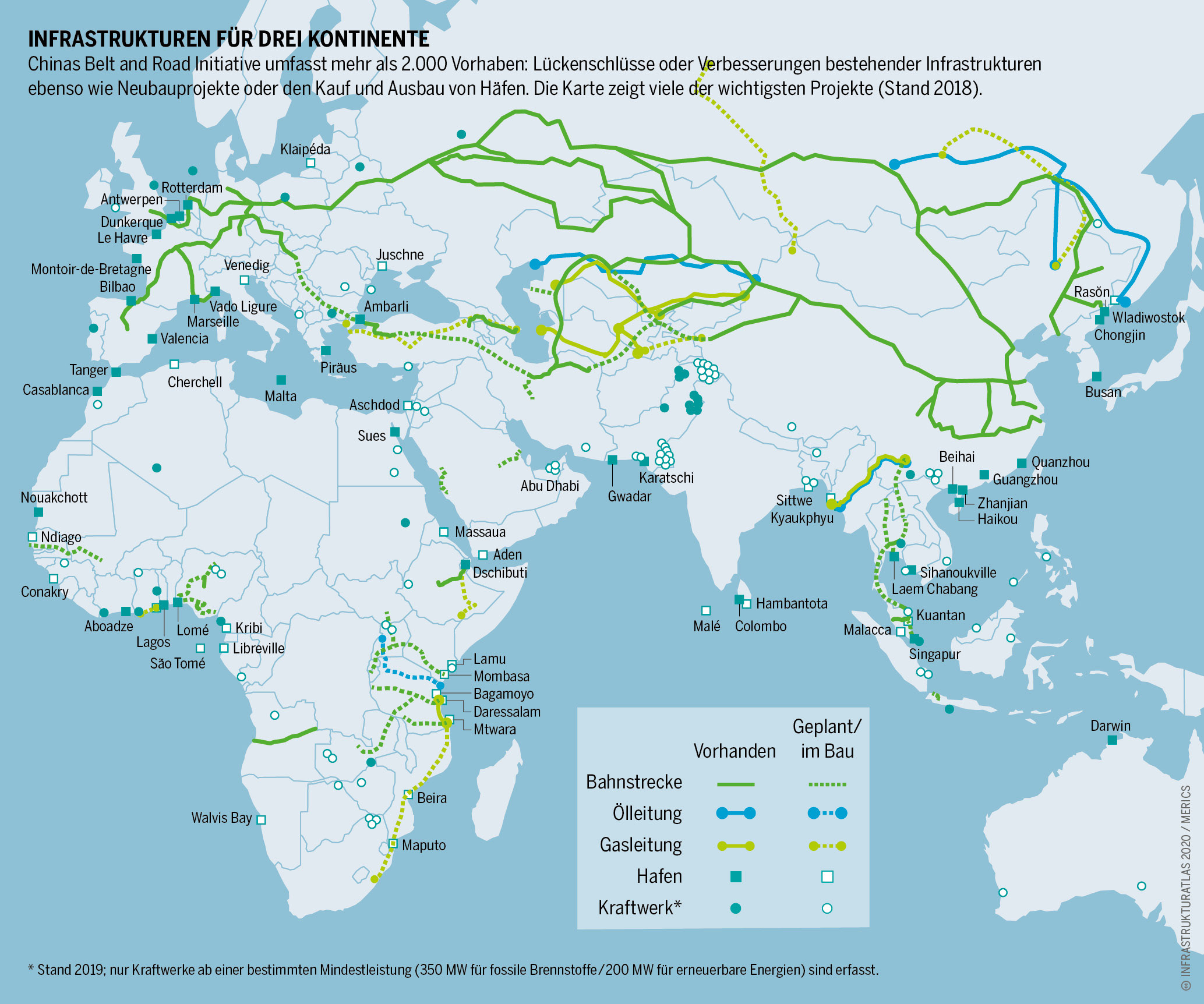
Übersicht der wichtigsten Projekte, die im Rahmen der Belt and Road-Initiative vorangetrieben werden und wurden. Quelle: Infrastrukturatlas 2020, Urheber: Appenzeller/Hecher/Sack, Lizenz: CC BY 4.0

Von einer neuen Seidenstraße war schon lange vor Xi Jinping immer wieder die Rede. Seit der Parteivorsitzende das Projekt als seine Idee proklamiert, weisen Beamte und Politiker ihn als Erfinder des Konzepts aus. Tatsächlich wurden seit 2013 die Investitionen für internationale Infrastruktur nicht erhöht, so dass es keinen Hinweis darauf gibt, dass OBOR tatsächlich Infrastruktur fördert.

### Vor dem Projekt
- 1990 wurde eine durchgehende Bahnverbindung zwischen China und Europa eingerichtet, die „Neue eurasische Kontinentalbrücke“.
- Die EU beschloss 1993 den Verkehrskorridor „Europa-Kaukasus-Asien“ (TRACECA), ein Verkehrs- und Kommunikationsprojekt, das Europa besser mit Zentralasien verbinden soll.
- Mit Russland, Kirgisistan, Kasachstan und Tadschikistan bildete China 1996 die „Shanghai Five“-Gruppe, die sich 2001 unter Einbeziehung Usbekistans zur Shanghaier Organisation für Zusammenarbeit erweiterte.
- Kasachstan, Kirgisistan, Russland, Tadschikistan und Weißrussland (Belarus) gründeten 2000 die Eurasische Wirtschaftsgemeinschaft, die vorerst ohne Tadschikistan, dafür mit Armenien 2015 in die Eurasische Wirtschaftsunion überging.

### Projektstart 2013
- Anfang September 2013 hielt der chinesische Staatspräsident Xi Jinping während einer Tour durch Zentralasien an der kasachischen Nasarbajew-Universität eine in China viel beachtete Rede, auf der er das Projekt ankündigte. Zielrichtung sind die Türkei und Europa sowie der Großraum Eurasien[115]
- Im Oktober 2013 kündigte Xi auf einer Südostasienreise den Aufbau einer neuen »maritimen Seidenstraße« an, mit Zielrichtung Südostasien und den ASEAN-Staaten.[116]
- Am 24./25. Oktober 2013 betonte Xi auf einem Arbeitstreffen der Kommunistischen Partei Chinas (KPCh) die Aufwertung regionaler Wirtschaftskooperationen – dies kann als Beginn des Projekts betrachtet werden.[117] Im Herbst 2013 stellten chinesische Politiker das Projekt auf dem ASEAN-China-Gipfel in Brunei und im indonesischen Parlament in Jakarta vor.

### Verlauf

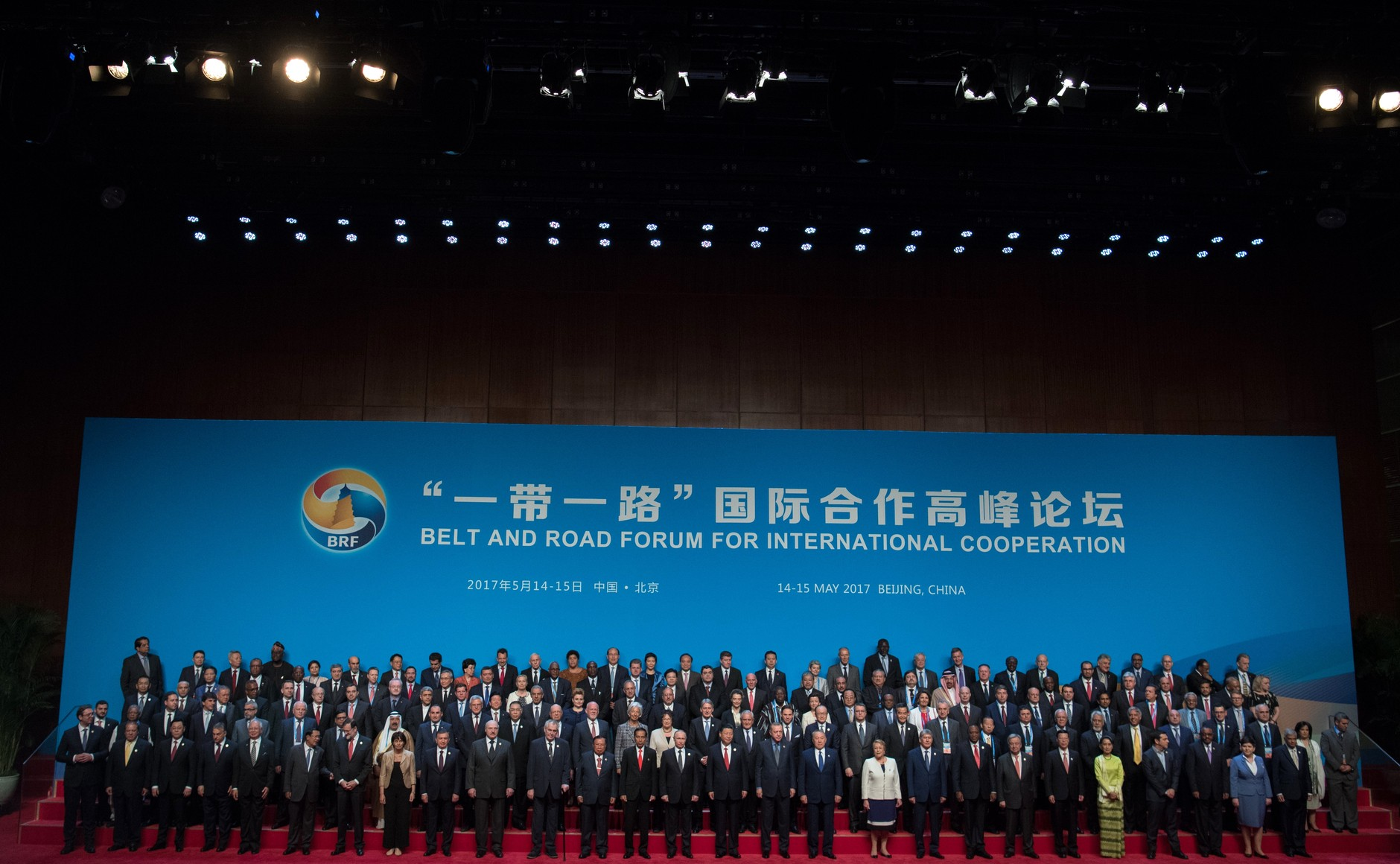
Teilnehmende zu Beginn des Treffens 2017

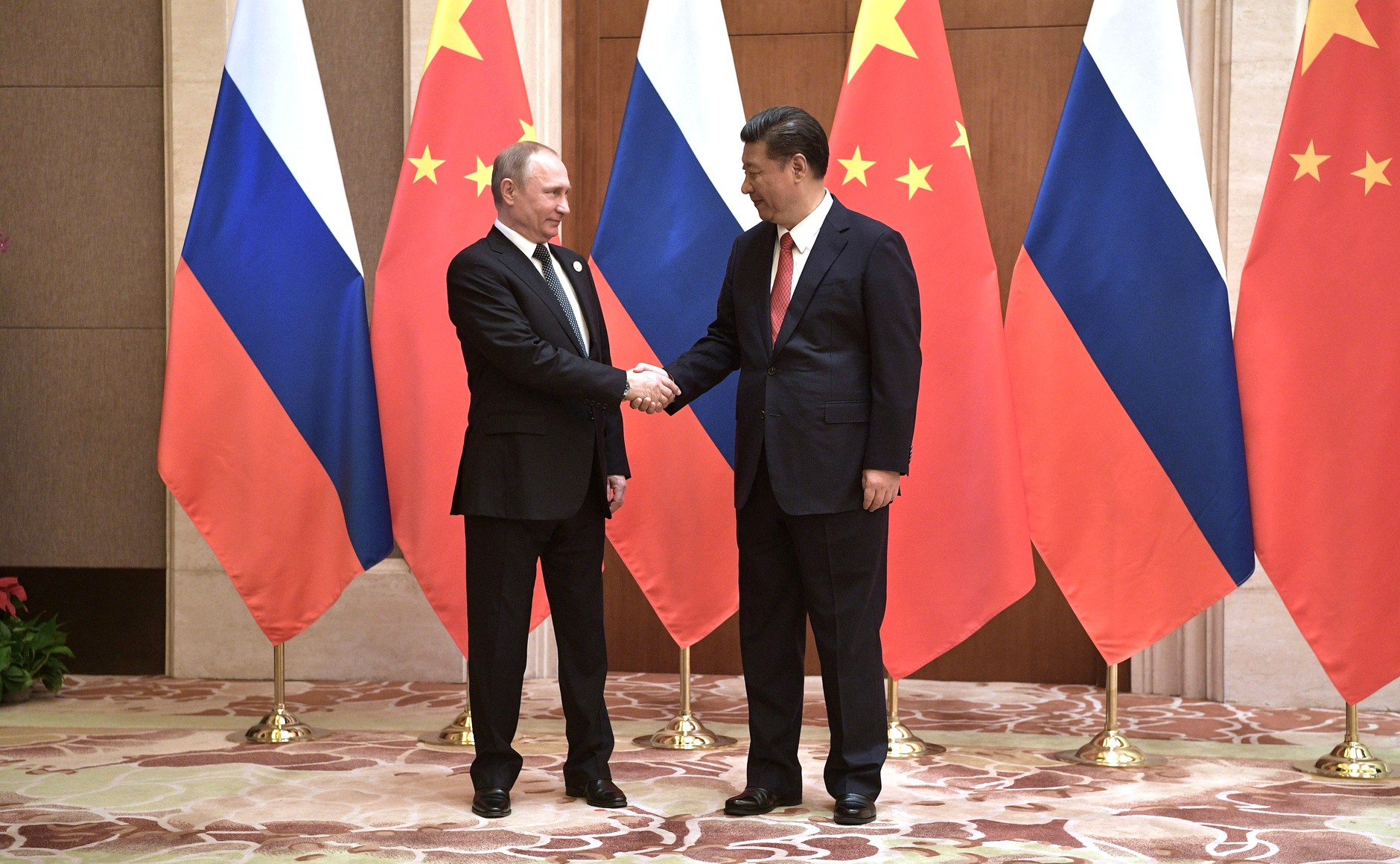
Wladimir Putin (links) und Xi Jinping beim Treffen 2017

- Im Juni 2015 wurde auf dem EU-China-Gipfel in Brüssel eine Intensivierung der Zusammenarbeit beschlossen, insbesondere beim Handel und Transport („Eurasische Landbrücke“).
- Am Seidenstraßengipfel vom 12. bis zum 14. Mai 2017 in Peking nahmen Vertreter von 100 Staaten sowie weitere Persönlichkeiten teil, darunter 29 Staats- und Regierungschefs wie Äthiopiens Premierminister Hailemariam Desalegn, der griechische Ministerpräsident Alexis Tsipras, die Präsidenten Rodrigo Duterte von den Philippinen, Miloš Zeman für Tschechien, Recep Tayyip Erdoğan für die Türkei, Wladimir Putin für Russland, die Premiers Najib Razak für Malaysia und Nawaz Sharif für Pakistan,[23] außerdem z. B. die geschäftsführende Direktorin der Weltbank, Christine Lagarde. Für Deutschland nahm die Bundesministerin für Wirtschaft und Energie Brigitte Zypries teil,[118] für die Schweiz ihre Bundespräsidentin Doris Leuthard,[119] Schatzkanzler Philip Hammond vertrat das Vereinigte Königreich.[23] Der chinesische Staatspräsident Xi Jinping sagte umgerechnet rund 124 Mrd. US-Dollar für OBOR zu und äußerte: „Der Ruhm der alten Seidenstraße zeigt, dass geographische Streuung nicht unüberwindbar ist.“[23]

- Aufgrund finanzieller Bedenken Chinas geriet die Umsetzung des Konzepts 2018 ins Stocken. Im Sommer 2018 berichtete die New York Times aus Pekinger Regierungskreisen, China nehme eine umfassende Neubewertung aller Seidenstraßen-Projekte vor.[120] 2019 waren die von China für das Projekt bereitgestellten Subventionen vorzeitig aufgebraucht, die 40 % der Kosten des Bahntransportes deckten. 2020 sollen sie auf 30 %, 2021 auf 20 % gesenkt werden. Deshalb wird eine Stagnation oder gar ein Rückgang bei diesen Frachten erwartet. Der chinesische Präsident Xi Jinping hat eine Untersuchung zu dem Verhältnis des transportierten Warenwerts und den dafür aufgewendeten Subventionen angeordnet. Allein die Ankündigung führte dazu, dass weniger Züge auf die Reise geschickt wurden, die aber dann voll ausgelastet.[121]

- Malaysia leitete 2018 nach dem Regierungsantritt von Premierminister Mahathir bin Mohamad einen Wechsel der Beziehungen zu China ein. Im August 2018 stoppte es das Bahnprojekt East Coast Rail Link (ECRL) sowie zwei Gaspipeline-Projekte; diese Projekte hätten China einen Zugang zum Indischen Ozean verschafft. Laut Mahathir könne sich Malaysia angesichts seiner Staatsverschuldung die Projekte nicht leisten, außerdem brauche man diese Infrastruktur gar nicht.[122] Gleichzeitig warnte Mahathir vor dem wachsenden Einfluss Chinas in armen Ländern wie z. B. in Laos mit der China-Laos-Eisenbahn. Die Projekte waren unter Mahathirs Amtsvorgänger Najib Razak ausgehandelt worden. Dieser war nach Korruptionsvorwürfen abgewählt worden, von denen einige auch Investitionen Chinas betreffen.[123] Am 25. Juli 2019 wurde das Bahnprojekt East Coast Rail Link (ECRL) neu gestartet, bis im Dezember 2026 soll die Strecke fertiggestellt sein.[124][125]

- Zum 2. Gipfeltreffen des Projektes im April 2019 in Peking kamen 37 Staats- und Regierungschefs, insgesamt 5000 Vertreter aus mehr als 100 Staaten.[126] Der chinesische Staats- und Parteichef Xi Jinping kündigte höhere Standards an, eine „[…] offene, saubere und grüne Entwicklung“. Die deutsche Regierung und andere große EU-Staaten bleiben skeptisch.[127][128][129]

- Am 15. Mai 2021 fand ein EU-Indien-Gipfel zwischen den Chefs der Europäischen Union und dem indischen Regierungschef Narendra Modi statt, auf welchem die Wiederaufnahme der Handelsgespräche und Verhandlungen über den Investorenschutz beschlossen wurden. Auch wurde vereinbart, eng beim Ausbau von Infrastruktur zusammenzuarbeiten und so auf die Seidenstraßeninitiative Chinas zu reagieren.[130]
- Zum sogenannten Seidenstraßen-Gipfel kommen am 17. und 18. Oktober 2023 rund 4000 Delegierte aus rund 140 Ländern, darunter viele Staatschefs, in Peking zusammen[131].
- Im November 2023 erklärten die Philippinen aus der Initiative auszusteigen. Die geplanten Eisenbahnstrecken sollen ohne die Hilfe Chinas finanziert werden. Grund sind anhaltende Spannungen zwischen China und Philippinen im Streit über Hoheitsrechte im Südchinesische Meer.[132][133]

## Kritik
In den Augen von Kritikern ist die Neue Seidenstraße kein Projekt der Kooperation und der gleichberechtigten Zusammenarbeit, sondern ein Großvorhaben, das wirtschaftlichen und geopolitischen Zielen Chinas diene.
Wirtschaftspolitisch ginge es dem Land um die Verringerung von Überkapazitäten (insbesondere in der Stahl-, Zement- und Aluminiumindustrie), den Ausbau von Chinas Rolle in internationalen Märkten, die Schaffung neuer Exportmärkte und um die Sicherung des Rohstoff-Zugangs. Bei den Projekten würden Umwelt- oder Sozialstandards nicht eingehalten. Die Ausschreibungen seien weder transparent noch fair; eine Studie des Center for Strategic and International Studies zeigte 2019, dass neun von zehn Aufträgen an oft subventionierte chinesische Firmen gingen.
Der frühere deutsche Außenminister Sigmar Gabriel vertritt die Ansicht, die Neue Seidenstraße sei „eine geostrategische Jahrhundertidee, mit der China seine Ordnungsvorstellungen und Machtprojektion durchzusetzen entschlossen ist“. Der französische Staatspräsident Emmanuel Macron warnte davor, dass Staaten, die sich an dieser Initiative beteiligten, zu Vasallen Chinas werden könnten. Botschafter der EU-Staaten in Peking kritisierten 2018 in einem gemeinsamen Bericht die Tendenz Chinas, die Union spalten zu wollen und bilaterale Abkommen mit EU-Einzelstaaten anzustreben. Chinesischer Druck auf Regierungen, deren Staaten sich an der neuen Seidenstraße beteiligen, habe bereits dazu geführt, dass der Widerspruch gegen Menschenrechts- und Völkerrechtsverletzungen abgeschwächt worden sei. So erwirkten Griechenland, Ungarn und Kroatien 2016, dass die EU die Zurückweisung von Pekings Gebietsansprüchen im Südchinesischen Meer durch den Ständigen Schiedshof in Den Haag nur „zur Kenntnis“ nahm und nicht „begrüßte“. Ein Jahr später verhinderte ein Veto Griechenlands eine Stellungnahme der EU zur Menschenrechtslage in China, nachdem chinesische Investoren 2009 den Hafen von Piräus mehrheitlich übernommen hatten.
Kritiker weisen überdies darauf hin, dass Länder durch umfassende Kredite Chinas für Projekte der Neuen Seidenstraße in eine Schuldenkrise geraten können. Als Beispiele werden Pakistan, Sri Lanka, Laos und Malaysia angeführt. Auch auf Tadschikistan, Kirgisistan, die Mongolei, die Malediven, Montenegro und Dschibuti wird in diesem Kontext hingewiesen. Christine Lagarde, Präsidentin des Internationalen Währungsfonds, warnte 2018 ebenfalls vor diesem Risiko. Denkfabriken wie Chatham House, Lowy Institute oder Rhodium Group wiesen jedoch 2020 bzw. 2021 darauf hin, dass die Befundlage gegen diese Anschuldigungen spreche. Auch wenn Umschuldungsverhandlungen durchaus gängig sind, beinhalten sie in der Regel ein positives Ergebnis für den Kreditnehmer. Tatsächlich ist das häufigste Ergebnis solcher Neuverhandlungen ein teilweiser oder sogar vollständiger Schuldenerlass von chinesischer Seite. Auch laut der OECD gibt es für gefährliche Neuverschuldungen aufgrund von chinesischen Krediten „kaum einen Beleg“ Deborah Bräutigam, Professorin für politische Ökonomie an der Johns-Hopkins-Universität, wies die Anschuldigungen nach mehreren Untersuchungen als Mem zurück, das sich trotz seiner Unvereinbarkeit mit empirischen Studien schnell in den Medien und einigen Regierungen verbreitete. Dem gegenüber steht eine Untersuchung mit Beteiligung des IfW Kiel aus dem Jahr 2022, laut der 60 % der chinesischen Auslandskredite von Zahlungsausfall bedroht sind. Um den Einfluss auf die heimischen Banken zu minimieren, habe China demnach ein eigenes System für grenzüberschreitende Rettungsdarlehen aufgebaut, was laut Brad Parks, einem der Co-Autoren der Studie "bedenklich ist, da die Lösung von Staatsschuldenkrisen in der Regel ein gewisses Maß an Koordination zwischen den Gläubigern erfordert".
Anfang 2019 wies ein internationales Forscherteam im Fachmagazin Current Biology auf die Gefahr hin, dass in einigen Weltregionen durch die Einschleppung gebietsfremder Arten die Biodiversität beeinträchtigt und dadurch die Ökosysteme geschädigt werden könnten.

## Dokumentationen
- Die neue Seidenstrasse – Chinas Griff nach globaler Macht, 3sat / NZZ Format vom 15. Juni 2018
- Neue Seidenstraße – Chinas liebstes Vorzeigeprojekt, arte, Frankreich 2016
- Poker um eine neue Weltordnung, ZDF in Zusammenarbeit mit ARTE (2022)